# Fuerza Tigre
La Fuerza Tiger fue una unidad operativa del Ejército de los Estados Unidos, (1.er Batallón (Aerotransportado), 327º Regimiento de Infantería, 1.ª Brigada (Separada), 101.ª División Aerotransportada), que peleó en la Guerra de Vietnam.
La unidad,de un tamaño aproximado de 45 paracaidistas, fue fundada por el Coronel David Hackworth en noviembre de 1965 para "combatir a las guerrillas del Vietcong" La Fuerza Tiger fue una unidad altamente condecorada, y pagó su reputación con muchas bajas. Fueron condecorados como unidad en octubre de 1968 por Lyndon B. Johnson. En octubre de 2003, el periódico Toledo Blade realizó una investigación en la que se encontró que miembros de la unidad Fuerza Tiger habían cometido varios crímenes de guerra.

## Investigaciones de crímenes de guerra
En diciembre de 2002, Michael Sallah, un reportero del diario Toledo Blade, obtuvo registros ocultos del comandante del Ejército de los Estados Unidos Henry Tufts. Un archivo entre estos registros hacía referencia a una investigación previa por crímenes de guerra que no fue dada a conocer conocida como la Alegación Coy. Para continuar su investigación, Sallah y su compañero en el Toledo Blade, Mitch Weiss, lograron obtener acceso a una amplia colección de documentos producidos por la misma investigación, guardados en los Acrhivos Nacionales de Estados Unidos.
Estos reporteros encontraron que, entre 1971 y 1975, el Comando de Investigaciones Criminales del Ejército de los Estados Unidos había investigado a la Fuerza Tiger por supuestos crímenes de guerra cometidos entre mayo y noviembre de 1967. Los documentos incluían declaraciones juradas de muchos miembros veteranos de la Fuerza Tiger, quienes detallaron los supuestos crímenes de guerra cometidos por miembros de la Fuerza Tiger durante las campañas militares del Valle Song Ve y la Operación Wheeler. Las declaraciones, tanto de los supuestos participantes como de los militares que no participaron, describieron crímenes de guerra como los siguientes:
- La rutinaria tortura y ejecución de prisioneros[8]
- La práctica rutinaria de asesinar intencionalmente de aldeanos vietnamitas desarmados, la cual incluía a hombres, mujeres, niños y ancianos[9]
- La práctica rutinaria de cortar y coleccionar las orejas de algunas de las víctimas[10]
- La práctica de utilizar collares compuestos de orejas humanas[11]
- La práctica de cortar y coleccionar las cabelleras de algunas de las víctimas[12]
- Un incidente donde una joven madre fue drogada, violada y después ejecutada[13]
- Un incidente en el que un soldado mató a un bebé y le corto la cabeza después de que la madre del mismo fue asesinada[14]

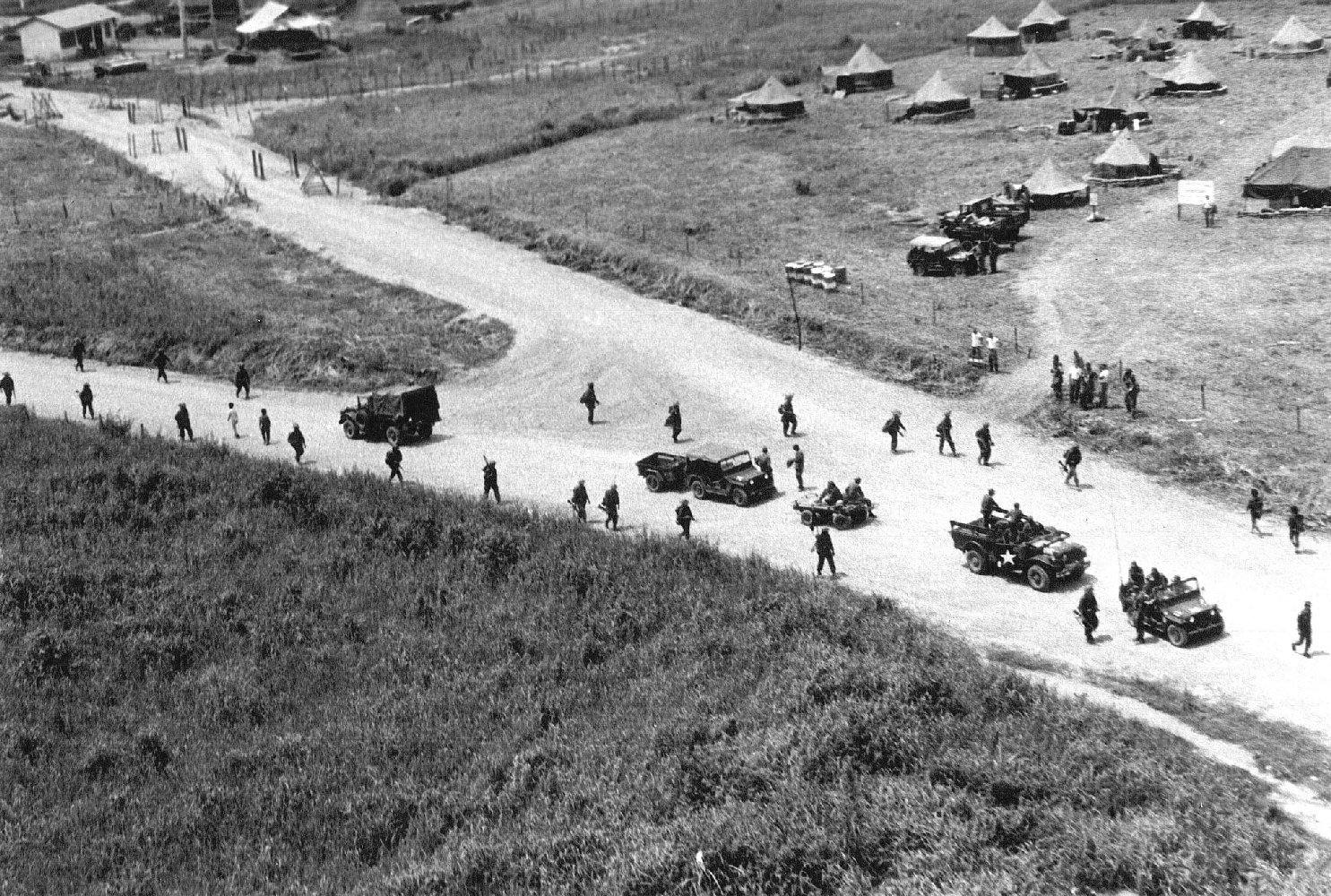
La Fuerza Tiger en una marcha al final de la Operación Hawthorne en 1966.

Los investigadores concluyeron que muchos de estos crímenes de guerra sí fueron llevados a cabo. A pesar de ello, el Ejército decidió no hacer ningún juicio.
Después de estudiar estos documentos, los reporteros se dieron a la tarea de localizar y entrevistar a muchos veteranos que sirvieron en la Fuerza Tiger durante este período en cuestión. Los reporteros también viajaron a Vietnam y localizaron a varios residentes del Valle Song Ve, quienes se identificaron a sí mismos como testigos. Sallah y Weiss reportaron que estos crímenes de guerra fueron corroborados tanto por los veteranos como por los residentes del Valle Song Ve.
En octubre de 2003, los reporteros publicaron sus hallazgos en una serie de artículos Archivado el 5 de junio de 2006 en Wayback Machine. en el Toledo Blade. Tiempo después, el New York Times realizó su propia investigación, contactando a varios veteranos de la Fuerza Tiger y corroborando los hallazgos del Toledo Blade.
A partir de la investigación del Toledo Blade, el Ejército de los Estados Unidos abrió una revisión de la vieja investigación de la Fuerza Tiger, pero no ha arrojado mucha información adicional. El 11 de mayo de 2004, la teniente coronel Pamela Hart informó a los reporteros del Toledo Blade que estaba muy ocupada respondiendo a los abusos de prisioneros por soldados norteamericanos en Irak para revisar el estatus del caso de la Fuerza Tigre. El Toledo Blade no ha informado de ningún avance del caso por parte del Ejército de los Estados Unidos.
Los reporteros Michael D. Sallah, Mitch Weiss y Joe Mahr recibieron múltiples premios por la serie de investigación:
- En 2003, los reporteros ganaron la Medalla del  IRE para diarios.
- En 2003, ganaron el Premio Sigma Delta Chi por reportaje de investigación.
- En 2004, ganaron el Premio Taylor Family Award for Fairness in Newspapers.
- En 2004, ganaron el Premio Pulitzer Por Reportaje de Investigación.

En 2006, Sallah (ya entonces trabajando como reportero de investigación en el Miami Herald), y Weiss, (ya con Associated Press), escribieron un libro relatando la crónica de sus hallazgos: Tiger Force: A True Story of Men and War (Little, Brown and Company).

## Listado parcial de los miembros entre 1965 y 1969
- Teniente coronel David Hackworth,[20] fundador de la unidad.

- Teniente coronel Harold Austin[21]
- Teniente coronel Joseph Collins[21]

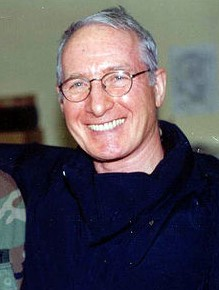
David Hackworth.

- Teniente coronel Gerald Morse[21] (retirado en 1979) Comandante del Batallón, no es un miembro actual del equipo.
- Capitán Carl James[21]
- Capitán Harold McGaha[21]
- Capitán Bradford Mutchler[21]
- Teniente Gary Forbes[21]
- Teniente James Hawkins[21]
- Teniente James A. Gardner (premiado con la Medalla de Honor de manera póstuma), muerto en combate antes de cualquier evento controversial.

- Teniente William F. Kernan
- Teniente Stephen Naughton[21]
- Teniente Edward Sanders[21]
- Teniente Donald Wood[21]

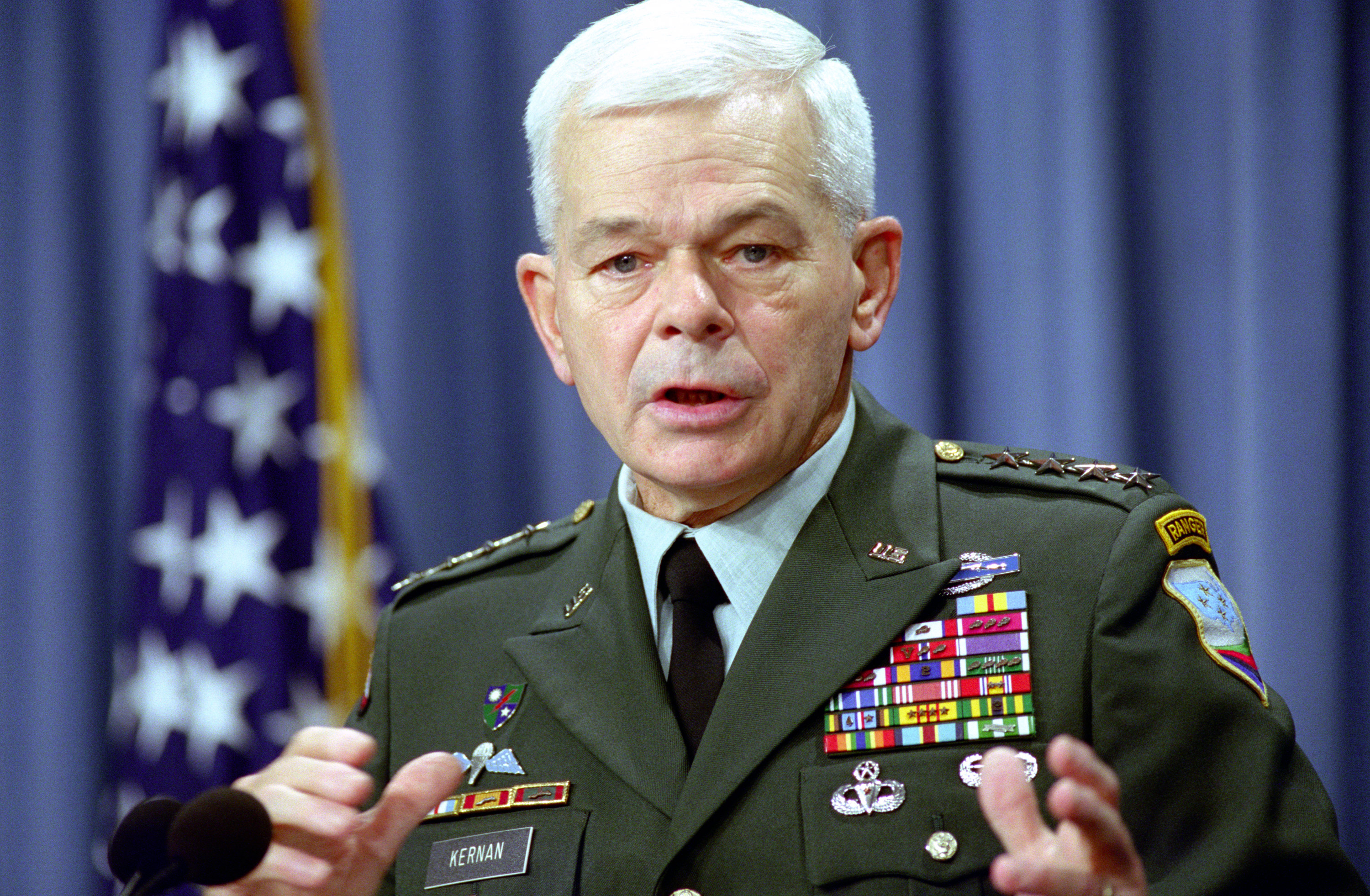
El General William F. Kernan.

- Sargento John G. Gertsch (premiado con la Medalla de Honor de manera póstuma), muerto en combate
- Sargento James Barnett[21]
- Sargento Gerald Bruner[21]
- Sargento Robert Diaz[21]
- Sargento William Doyle[21]
- Sargento Benjamin Edge[21]
- Sargento Charles Fulton[21]
- Sargento Kenneth Green[21]
- Sargento James Haugh[21]
- Sargento Leo Heaney[21]
- Sargento Eric Walker[21] (Implicado como líder en casi todos los eventos controversiales) desaparecido en combate
- Sargento Ervin Lee[21]
- Sargento Forrest Miller[21]
- Sargento Ernest Moreland[21]
- Sargento Domingo Munoz[21]
- Sargento Terry Lee Oakden[21]
- Sargento Cleve Rose {antes de cualquier evento polémico}
- Sargento Manuel Sánchez Jr.[21]
- Sargento Harold Trout[21]
- Sargento Robin Varney[21]
- Especialista Barry Bowman[21]
- Especialista Lonnie Butts (premiado con la Cruz por Servicio Distinguido, de manera póstuma) muerto en acción, antes de cualquier evento polémico
- Especialista William Carpenter[21]
- Soldado raso Michael Allums[21]
- Soldado raso Edward Beck[21]
- Soldado raso Rion Causey[21]
- Soldado raso Daniel Clint[21]
- Soldado raso James Cogan[21]
- Soldado raso John Colligan[5]
- Soldado raso Harold Fischer III[21]
- Soldado raso Jerry Ingram[21]
- Soldado raso Kenneth Kerney[21]
- Soldado raso Terrence Kerrigan[21]
- Soldado raso Gary Kornatowski[21]
- Soldado raso Ralph Mayhew[21]
- Soldado raso James Messer[21]
- Soldado raso Cecil Peden[21]
- Soldado raso Floyd Sawyer[21]
- Soldado raso Douglas Teeters[21]
- Soldado raso Sam Ybarra[21]
- Joseph Evans[22]
- Médico del Pelotón Larry Cottingham[5]